# Euphaea guerini
Euphaea guerini – gatunek ważki z rodziny Euphaeidae. Występuje w południowo-wschodniej Azji; stwierdzony w południowych Chinach (w regionie autonomicznym Kuangsi), Wietnamie i Laosie, prawdopodobnie występuje też w Kambodży.